# Mayday
Pour les articles homonymes, voir Mayday (homonymie).
Mayday est une expression utilisée internationalement dans les communications radio-téléphoniques pour signaler qu'un avion ou qu'un bateau en détresse est dans une situation de catastrophe irrécupérable provoquant la mort des personnes non secourues, par exemple en cas d'incendie à bord, ou de naufrage.
En cas de détresse, comme l'appel d'urgence moins prioritaire pan-pan, il doit être répété trois fois : « Mayday, Mayday, Mayday ».

## Histoire
L'appel de détresse universel Mayday est inventé en 1923 par Frederick Stanley Mockford (en), chef officier radio à l'aéroport de Croydon à Londres (Royaume-Uni). Les autorités lui avaient demandé de trouver un terme signalant une détresse et qui soit facilement compris par tous les pilotes et le personnel au sol en cas d'urgence. Mockford choisit une transcription anglophone phonétique de la prononciation de l'expression française « m'aider » (version raccourcie de l'expression « venez m'aider ») qui a été prononcée par un pilote français en détresse deux ans plus tôt et qui fut comprise par l'opérateur anglais sous le terme « Mayday », car la plupart des vols à destination de Croydon provenaient à l'époque de l'aéroport du Bourget, en France,.
L'usage de Mayday, équivalent parlé du message en morse SOS, est prescrit par la Conférence de Washington de 1927 de l'International Radio Telegraph Convention et applicable depuis le 1er janvier 1929 pour les transports aériens et maritimes.

## Exemples

### Maritime

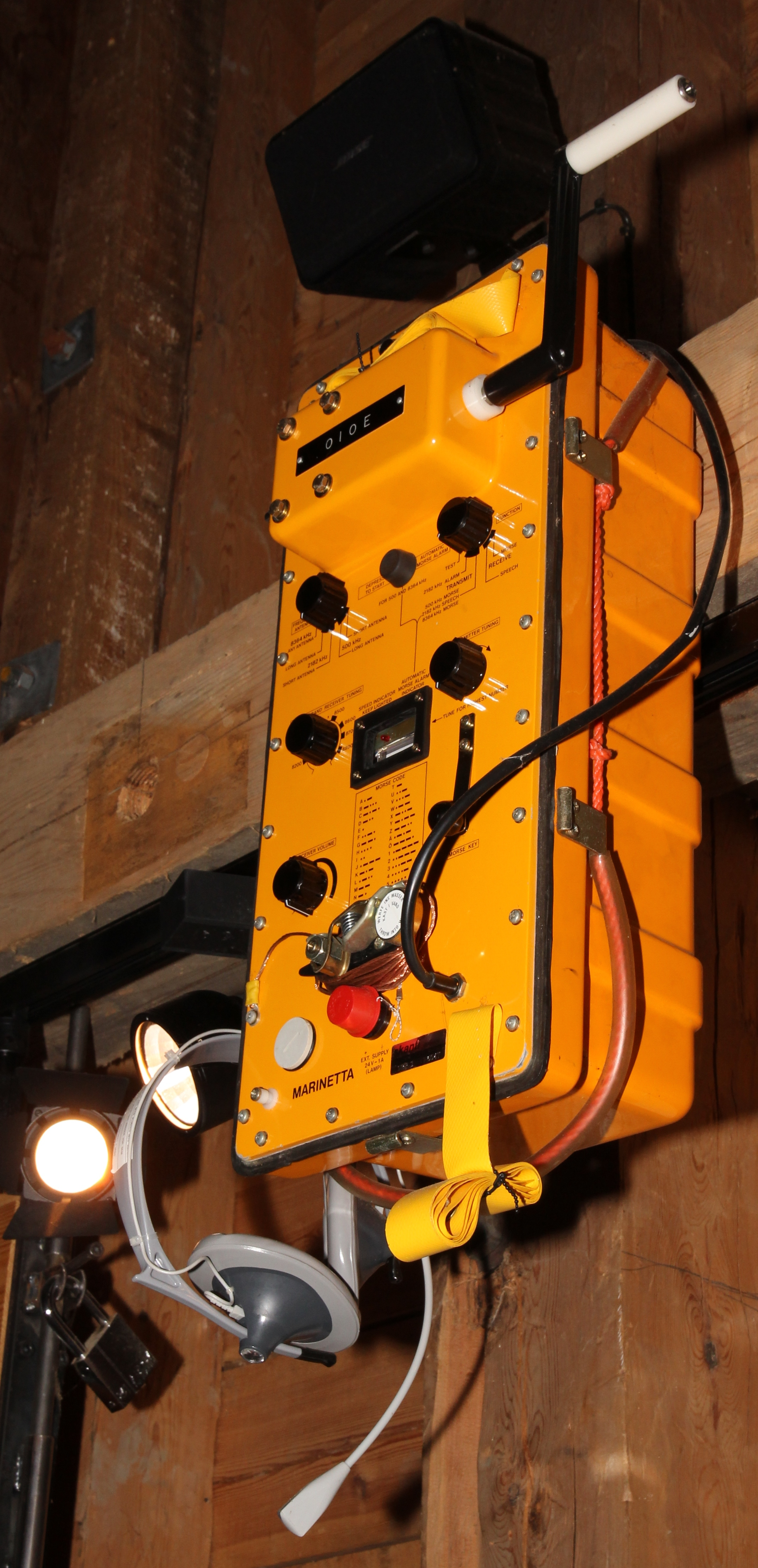
Emetteur-récepteur étanche à bord des embarcations de sauvetage. Fréquences 2182 kHz en radiotéléphonie (et 500 kHz, 8364 kHz en radiotélégraphie).

Mayday est utilisé lors d'un danger grave ou imminent à bord et que des vies humaines sont en danger. Par exemple, le navire est en train de couler, il y a le feu à bord, il y a danger de chavirement, acte de piraterie, navire à la dérive, abandon du navire, abordage, collision, etc.
Le navire en danger émet le signal jusqu'à ce qu'une station côtière réponde. Dans le cas où aucune station terrestre n'accuse réception, alors seulement, une station mobile maritime peut le faire, elle le fait sur la même fréquence.
Le signal est de la forme :
- MAYDAY MAYDAY MAYDAY de (nom du navire), (nom du navire), (nom du navire) ;
- position (latitude, longitude ou position relative) ;
- nature de la détresse ;
- secours demandé ;
- nombre de personnes à bord ;
- intentions ou requêtes du pilote ;
- tout renseignement supplémentaire qui pourrait être utile (par exemple, les caractéristiques du navire).

Lorsqu'une procédure de détresse est en cours, le silence est imposé sur la fréquence utilisée par la station côtière chargée de la coordination des secours (Silence Mayday).
À la fin de la procédure le message « Silence fini » sera émis et les communications courantes peuvent reprendre.

### Aéronautique
Mayday est utilisé lorsque des vies humaines sont en danger. Par exemple, l'avion est en feu, certaines commandes principales de vol sont inopérantes ou plusieurs des moteurs sont en panne.
Le commandant d'un avion de ligne est tenu d'annoncer une situation de détresse si l'avion possède moins de carburant que la limite légale de trente minutes de vol (pour les moteurs turbopropulseurs et les jets) ou de quarante-cinq minutes (appareils à moteurs à pistons).
Le signal est de la forme :
- MAYDAY MAYDAY MAYDAY, ici (immatriculation de l'avion) sur (fréquence utilisée), à tout avion ou contrôle dans mon secteur, ma position est (position), (altitude), (vitesse), (tout autres renseignements susceptibles de faciliter le sauvetage), (nature du problème)

L'avion peut également afficher le code 7700 au transpondeur (comme signal de détresse).